# Meade County (Kansas)
Meade County je okres ve státě Kansas v USA. K roku 2010 zde žilo 4 575 obyvatel. Správním městem okresu je Meade. Celková rozloha okresu činí 2 537 km².